# Alba (Wein)
Alba und Alba Riserva sind italienische Rotweine aus der Gegend um Alba, Piemont, die seit 2010 eine „kontrollierte Herkunftsbezeichnung“ (Denominazione di origine controllata – DOC) besitzen. Die Vorschriften über Anbauzonen, Rebsorten und den Ausbau der Weine sind am 7. März 2014 zuletzt aktualisiert worden.

## Anbaugebiet
Das Anbaugebiet umfasst zwar viele Gemeinden, die Erzeugung jedoch ist sehr gering: Im Jahr 2019 wurden lediglich 144 Hektoliter Qualitätswein erzeugt.
Der Weinanbau für diese Weine ist in folgenden Zonen gestattet:
- In den Gemeinden: Barolo, Camo, Canale, Castellinaldo, Castiglione Falletto, Castiglione Tinella, Cigliè, Corneliano d’Alba, Cossano Belbo, Diano d’Alba, Dogliani, Grinzane Cavour, La Morra, Mango, Monchiero, Monforte d’Alba, Montelupo Albese, Monticello d’Alba, Neviglie, Piobesi d’Alba, Priocca, Rocca Cigliè, Rocchetta Belbo, Roddi, Roddino, Rodello, Santa Vittoria d’Alba, Santo Stefano Belbo, Serralunga d’Alba, Sinio, Treiso, Trezzo Tinella, Verduno, und Vezza d’Alba sowie
- in Teilen der Gemeinden von: Alba, Barbaresco, Baldissero d’Alba, Bastia Mondovì, Bra, Castagnito, Cherasco, Clavesana, Farigliano, Govone, Guarene, Magliano Alfieri, Montà d’Alba, Montaldo Roero, Monteu Roero, Narzole, Neive, Novello, Pocapaglia, Santo Stefano Roero und Sommariva Perno.

## Erzeugung
Die Weine „Alba“ und „Alba Riserva“ werden aus folgenden Rebsorten erzeugt:
- 70–85 % Nebbiolo
- 15–30 % Barbera
- 0–5 % rote Rebsorten, die in der Region Piemont zum Anbau zugelassen sind.[1]

## Beschreibung
Gilt für Alba und Alba Riserva:
- Farbe: intensives rubinrot – mit Tendenz zu granatrot
- Geruch: charakteristisch und intensiv
- Geschmack: trocken, warm, tanninhaltig, kräftig, harmonisch, anhaltend
- Alkoholgehalt: mindestens 12,5 Vol.-%
- Säuregehalt: mind. 4,5 g/l
- Trockenextrakt: mind. 23,0 g/l